# Pappogeomys alcorni
Pappogeomys alcorni är en däggdjursart som beskrevs av Russell 1957. Pappogeomys alcorni ingår i släktet Pappogeomys och familjen kindpåsråttor. Inga underarter finns listade i Catalogue of Life. Populationen listas ibland som underart av Pappogeomys bulleri. Den genetiska avvikelsen är minimal.
Holotypen var 210 mm lång, inklusive en 61 mm lång svans och bakfötterna var 29 mm långa. Den tydligaste skillnaden till Pappogeomys bulleri är avvikande detaljer av kraniets konstruktion. Båda arter är skild av en bergskedja med klippor som är olämpliga för kindpåsråttor. Arten har en kanelbrun fläck på nosen.
Denna gnagare förekommer i en liten bergstrakt i västra Mexiko i delstaten Jalisco. Den ligger 1600 till 2000 meter över havet. Regionen är täckt av skog med ekar och barrträd.
I bergstrakten sker skogsbruk som kan påverka beståndet. När Pappogeomys alcorni besöker jordbruksmark bekämpas den som skadedjur. IUCN kategoriserar arten globalt som akut hotad.